# ラフィ

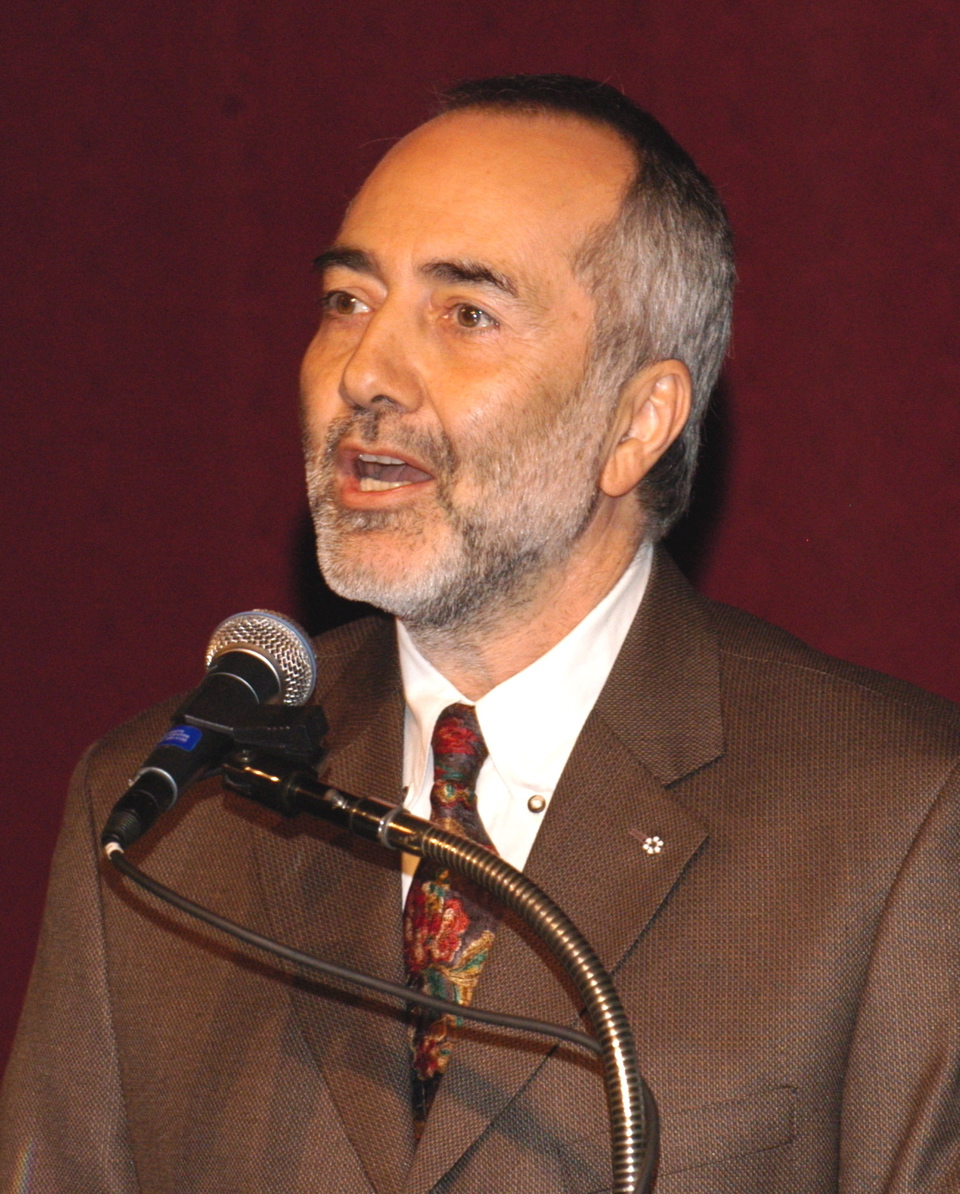
ラフィ

ラフィ（Raffi、本名：Raffi Cavoukian、CM、OBC、1948年7月8日 - ）は、カナダのミュージシャン、音楽プロデューサーである。
主に子どもを対象とした曲を歌い、1970年代から1990年代の長期にわたりアメリカ合衆国やカナダで多くの子どもたちに親しまれた。

## 来歴
エジプト・カイロ出身。両親はアルメニア人。
ヴォーカルの他にアコースティック・ギター、アコーディオンなどを演奏する。
Bananaphoneに代表されるオリジナル曲の他に、オクトパス・ガーデンなどのカバーも多く行っている。彼の音楽性の根底にはカントリー・ミュージックの流れがあるようで、アコースティックを基調とした楽器隊の構成もカントリー風である。
1989年以降は、メイン島に在住。